# Oligoplites calcar
Oligoplites calcar es una especie de peces de la familia Carangidae en el orden de los Perciformes.

## Distribución geográfica
Se encuentra en el Océano Índico.